# أندرو بيكرينغ
أندرو بيكرينغ (بالإنجليزية: Andrew Pickering) هو عالم اجتماع أمريكي، ولد في 1948.